# Nikolajs Bulmanis
Nikolajs Bulmanis (ur. 29 maja 1900 w Jaunpils w Imperium Rosyjskim na terenie dzisiejszej Łotwy, zm. 28 grudnia 1990 w Toronto) – łotewski wojskowy sił lotniczych (podpułkownik), dowódca jednostki lotniczej NSG 12 pod koniec II wojny światowej.

## Życiorys
W 1918 r. ukończył rosyjską wyższą szkołę im. Aleksandra II. 5 maja 1919 r. wstąpił ochotniczo do łotewskiej armii. Został przydzielony do "studenckiej" kompanii w batalionie Kalpaka, w ramach którego walczył z Sowietami w obronie niepodległości Łotwy; był ranny. Od 9 listopada 1919 r. do 20 maja 1920 r. uczył się w szkole wojskowej, którą ukończył w stopniu podporucznika. Do 1924 r. służył w 2 Pułku Piechoty w Windawie. 1 grudnia 1922 r. awansował na porucznika. 29 maja 1924 r. został przeniesiony do szkoły lotniczej, którą ukończył 25 listopada 1926 r. Od marca do czerwca 1927 r. szkolił się w Bordeaux, po czym został dowódcą jednostki lotnictwa zwiadowczego. 21 marca 1928 r. dostał awans do stopnia kapitana. Od kwietnia do końca tego roku był instruktorem lotniczym w szkole lotniczej. 1 stycznia 1929 r. objął dowództwo szkolnego dywizjonu. W latach 1930–1932 dowodził 1 eskadrą myśliwską. W międzyczasie odbył program szkoleniowy dla oficerów sztabowych w akademii wojskowej w Brukseli. W 1934 r. służył w Pułku Lotniczym. Od 1935 r. do aneksji Łotwy do ZSRR w 1940 r. kierował szkołą lotniczą w stopniu podpułkownika. Po zajęciu obszaru Łotwy przez wojska niemieckie w 1941 r., podjął współpracę z okupantami. 22 sierpnia 1944 r. objął dowództwo NSG 12 (Nachtschlachtgruppe 12), jednostki lotniczej złożonej z Łotyszy. Po jej rozwiązaniu w grudniu tego roku, przeszedł do batalionu szkolnego w 15 Dywizji Grenadierów SS w stopniu SS-Obersturmbannfuhrera. Występował o przydział do służby liniowej, ale nie przeszedł badań medycznych i został zwolniony. Wyjechał wówczas do swojej rodziny w Niemczech. Po zakończeniu wojny znalazł się w części Austrii okupowanej przez Francuzów. Wyjechał stamtąd do Belgii, a w 1950 r. do Hamilton do Kanady. Na emigracji należał do Amerykańskiego Stowarzyszenia Łotewskiego, założonego w 1951 r. w USA. Zmarł w Toronto 28 grudnia 1990 r.
Był odznaczony łotewskim Medalem Wojny o Wyzwolenie, Medalem 10-lecia Republiki Łotewskiej i Orderem Trzech Gwiazd IV i V klasy oraz belgijskim Orderem Korony IV klasy.